# براندون كلارك
براندون كلارك هو لاعب كرة سلة كندي يلعب في مركز لاعب هجوم قوي الجسم في نادي ميمفيس غريزليس.

## روابط خارجية
- براندون كلارك على موقع إن بي أي (الإنجليزية)
- براندون كلارك على موقع سبورتس رفرنس (الإنجليزية)
- براندون كلارك على موقع كرة السلة الأوروبية.كوم (الإنجليزية)
- براندون كلارك على موقع إي إس بي إن.كوم (الإنجليزية)
- براندون كلارك على موقع كلية كرة السلة في سبورتس رفرنس.كوم (الإنجليزية)
- براندون كلارك على موقع ريلجم (الإنجليزية)
- براندون كلارك على موقع بروبوليرز (الإنجليزية)